# シャコバサボテン
シャコバサボテン（蝦蛄葉仙人掌）学名(Schlumbergera truncata (Haw.) Moran, 1953)とは、サボテン科スクルンベルゲラ属（シュルンベルゲラ属とも呼ぶ）に属する森林性樹上着生生活をするサボテンの一種である。ブラジルリオデジャネイロ州のオルガン山脈などの高山を原産とするサボテンで、冬場（北半球ではクリスマスの時期）に開花することから「クリスマス・カクタス」と海外では呼ばれる。
短日性植物で一日の日照時間が短くなってくると蕾を形成することが知られている。シャコバサボテンの種内交配園芸品種も昭和期には日本に多数存在していたが、現在はほとんどが失われてしまった。茎の節ごとに一対の突起が隆起しており、これがシャコの身体を彷彿とさせることからこの名が付いた。現在は、この原種を基にした雑種群に慣用的に「シャコバサボテン」と呼ぶことが多い。

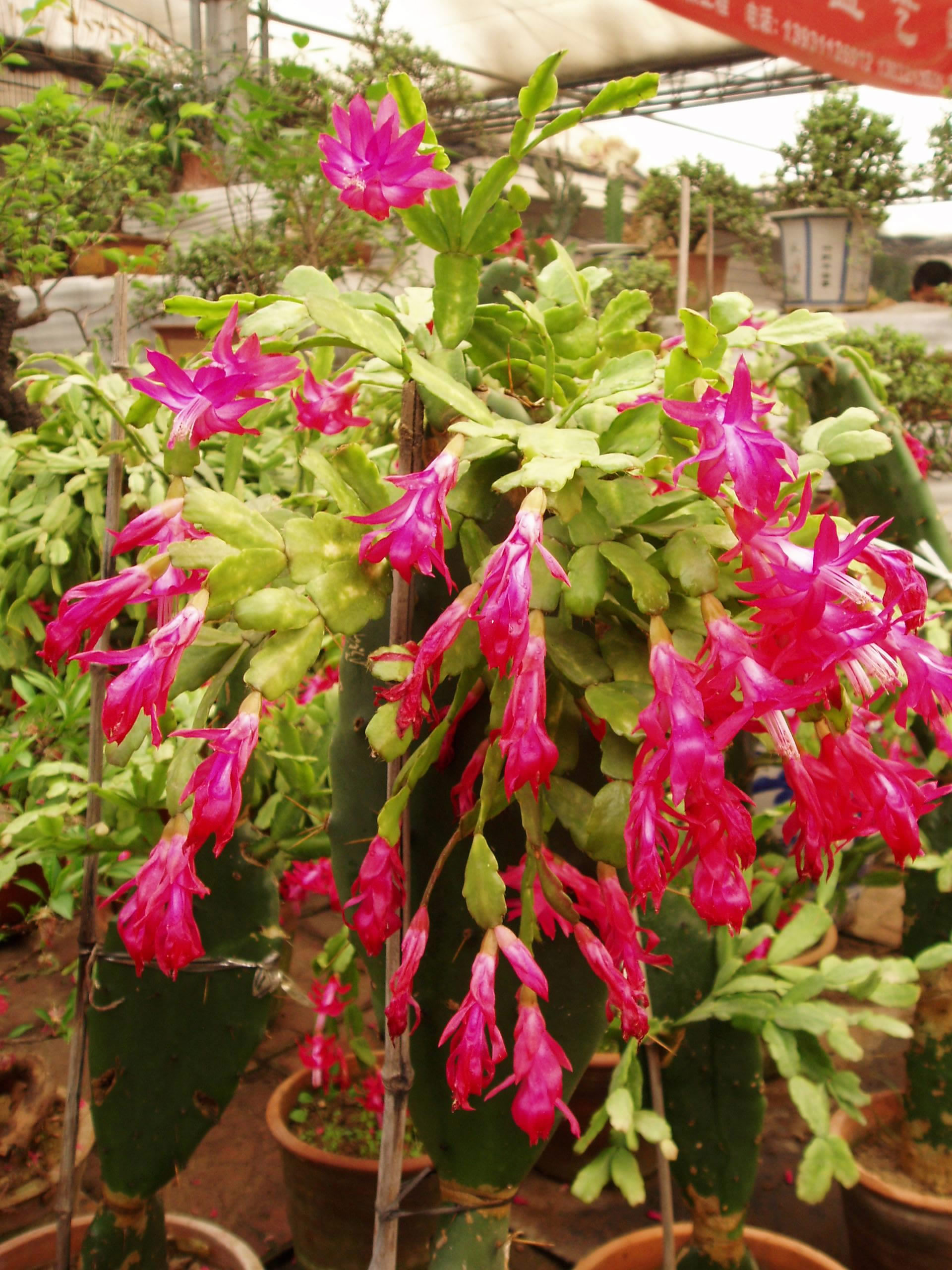
シャコバサボテン

また、本種を使用して発展した現在主流の雑種群は、商品名として「デンマーク・カクタス」として普及している。

## 形態
多肉質で縁にぎざぎざがある小判型の形状をした葉茎節がいくつも連なった形状をしており、幾又にも枝分かれする。その枝先に花をつける。現在の様々な園芸品種群の花色は赤色、ピンク、桃色、朱色、黄色(低温下で開花させると濁った橙色に花色が変わる性質を持つ)、白色(低温下で開花させると薄い桃色に花色が変わる性質を持ち、白く咲いても雌蕊は赤紫色をしている)、アルビノ性の純白色品種(温度に関係なく純白の花を咲かせ、雌蕊が黄色いところで前述の白花品種とは区別できる)など多彩である。開花期は10月頃から1月頃にかけてが中心であり、花は7cmほどの大きさ。商業鉢物として広く普及してきたが、落蕾と言い、蕾がポロポロと取れてしまう欠点がある。蕾が未成熟の時に移動させると落蕾しやすいので、ある程度蕾が大きくなってから株を移動させないとならない。樹高は50cmまで育つ。

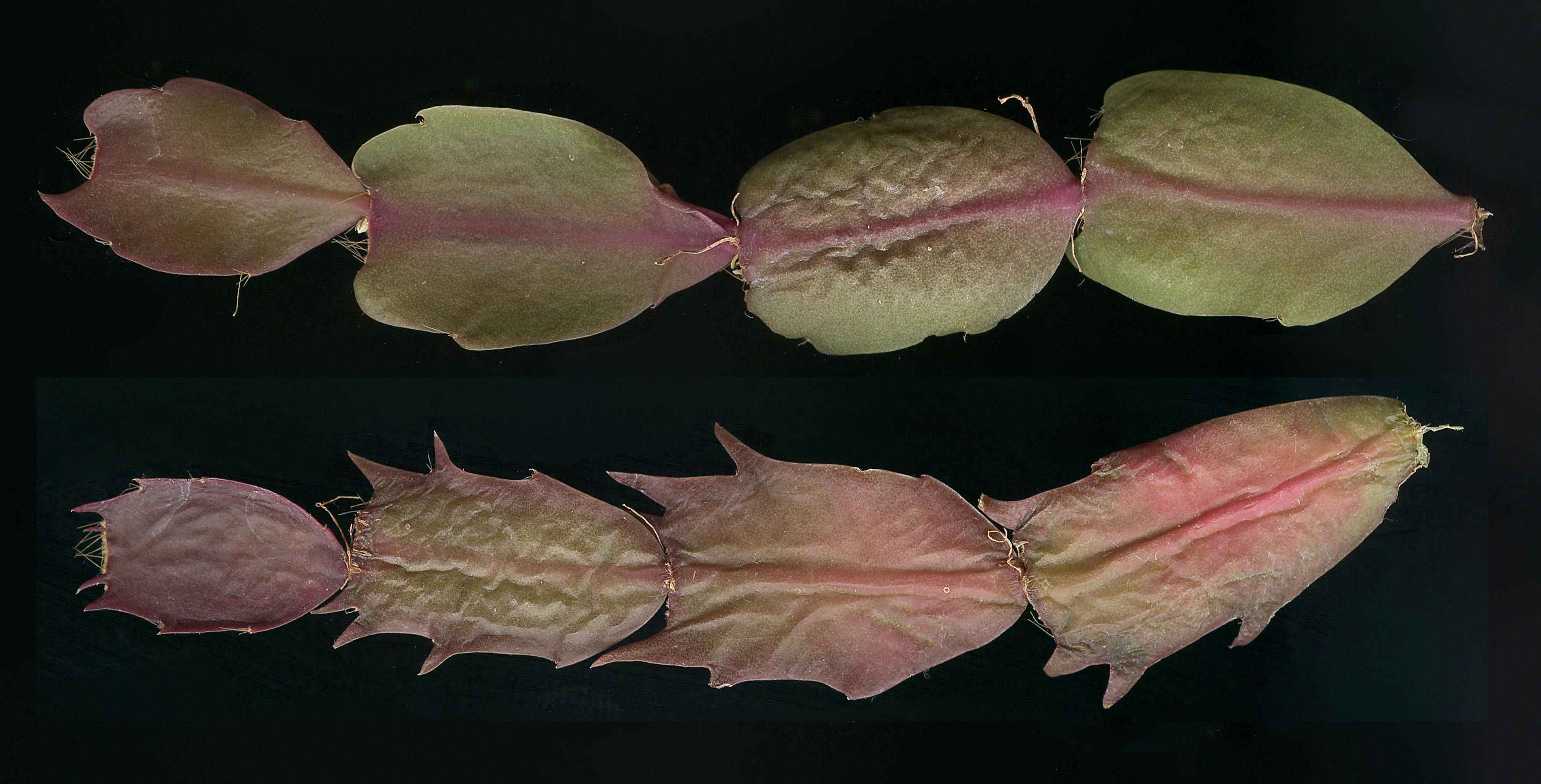
茎
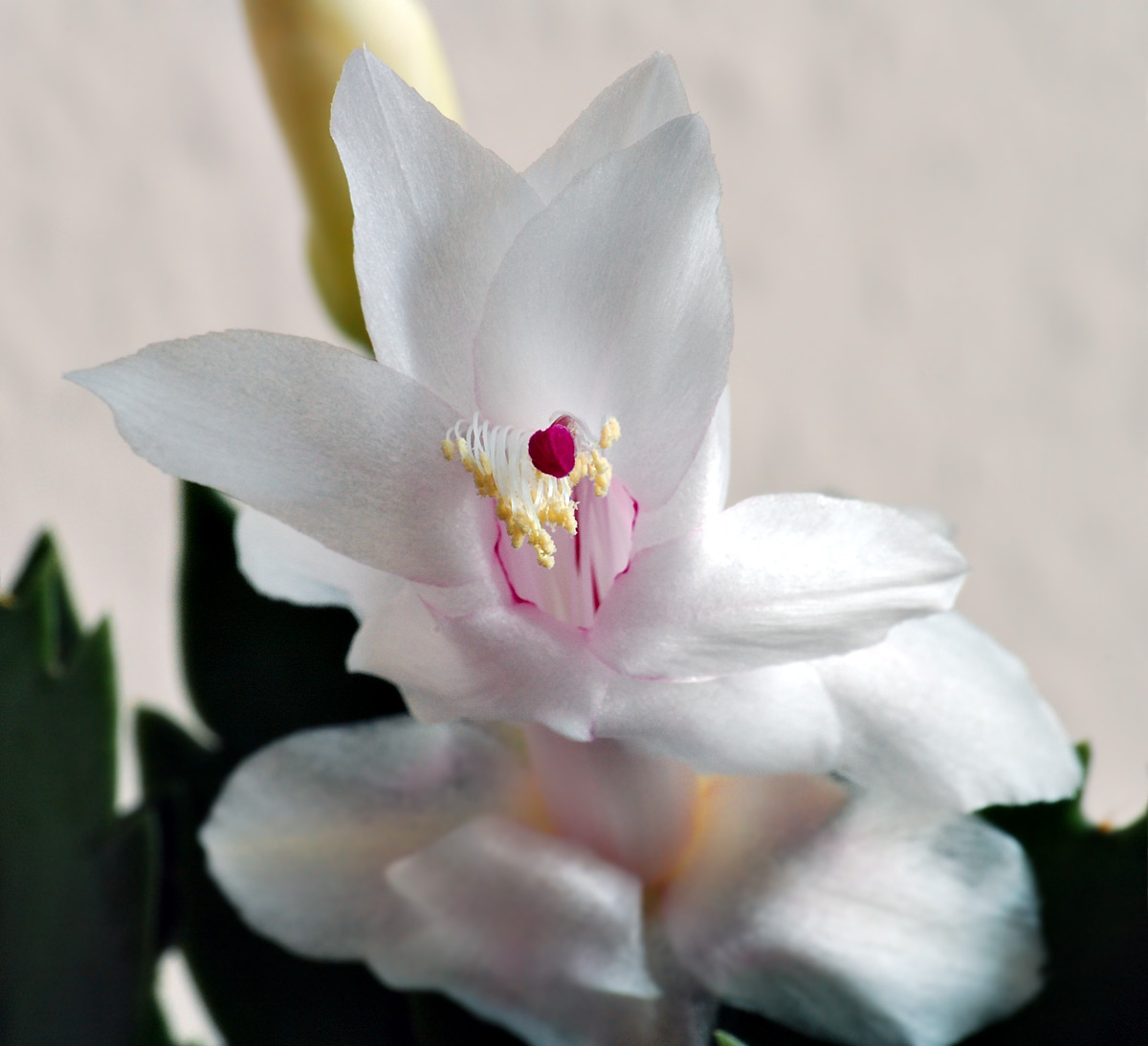
シャコバサボテン系園芸品種の白花-この品種はアルビノ性の白花ではないので低温下で開花させるとややピンクに染まる。
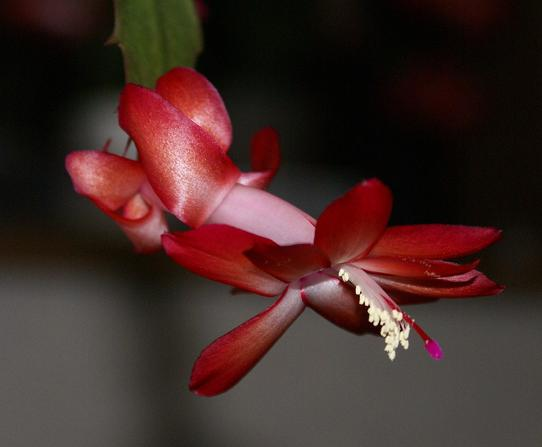
シャコバサボテンの花

## 短日植物
短日植物で園芸植物としては開花を促すために短日処理を行う（シャコバサボテンの場合、管理温度10-15°C、必要処理日数25-30日、開花到達日数50-60日）。

## 原種
現在の様々な園芸品種群は以下の種(しゅ)が元になっている。
- スクルンベルゲラ・トルンカタ（Schlumbergera truncata (Haw.) Moran, 1953)

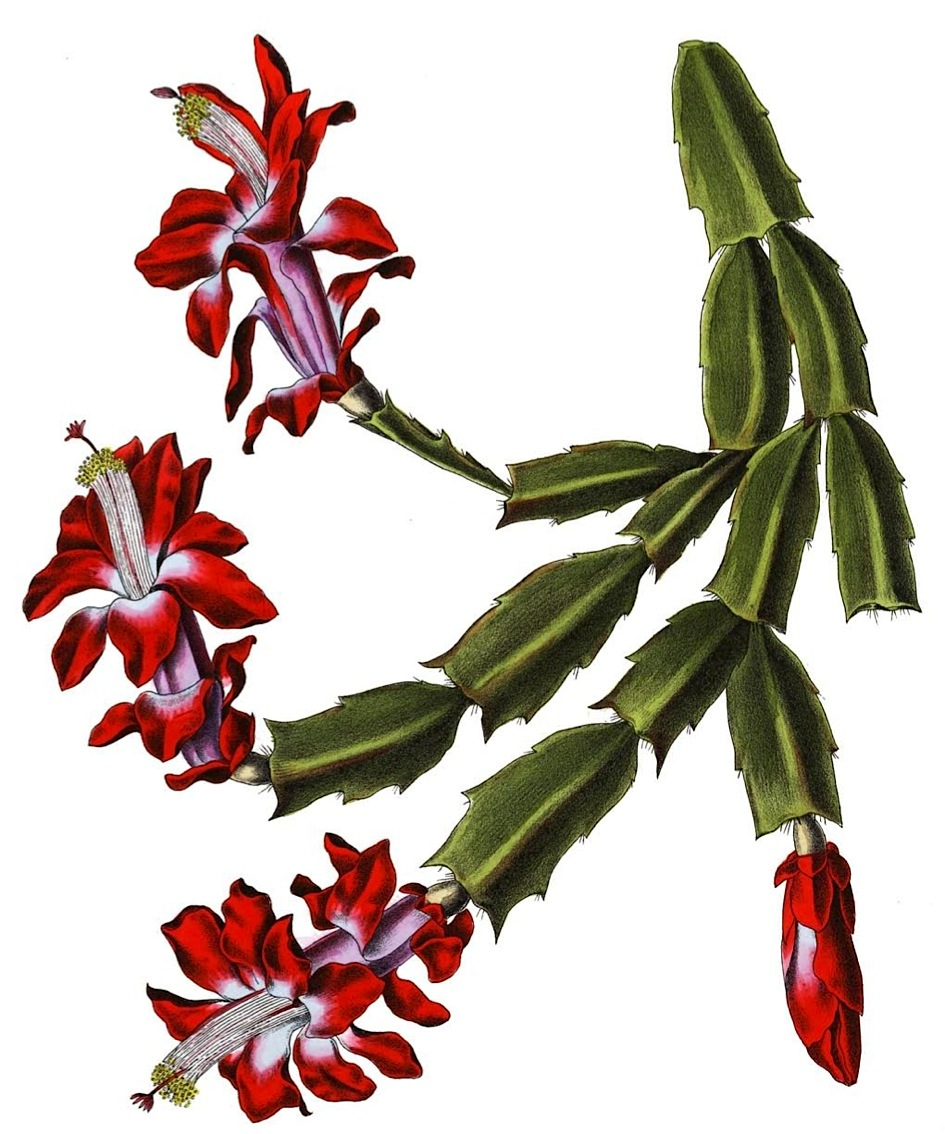
commons

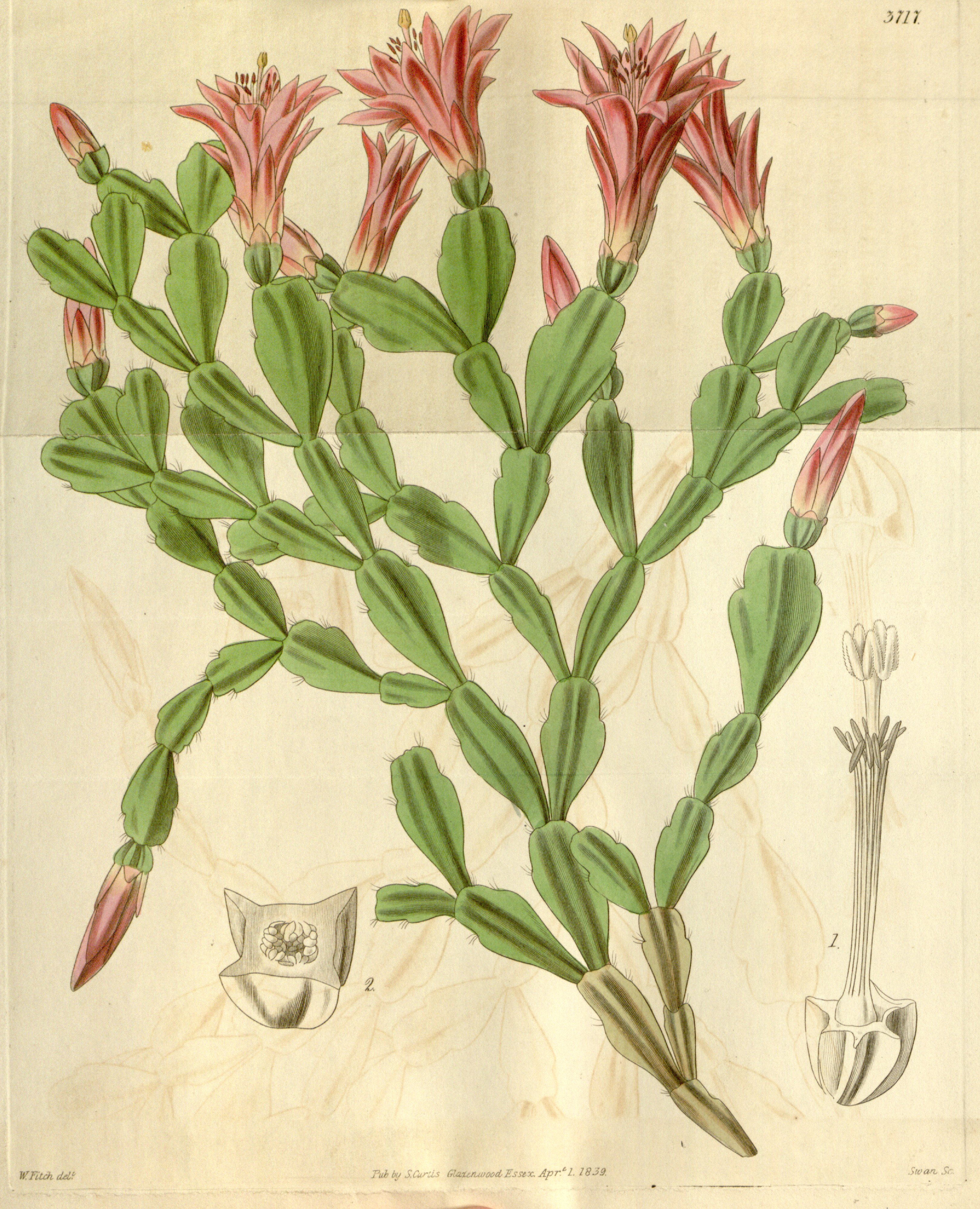
commons

最も重要な原種であり、この原種にシャコバサボテンと名付けられたが(狭義の意味で)、これが以下に示す園芸品種群の基礎になったもので、現在は複数の原種の遺伝子を取り込んで作出された雑種群に対して総称的に「シャコバサボテン」(広義の意味で)と呼ばれている。カニバサボテンやカニサボテンともいい、『牧野日本植物圖鑑』ではシノニムの Zygocactus truncatus (Haw.) K.Schum. が「かにさぼてん」として紹介されている。
他に関与した原種としては、
- スクルンベルゲラ・ルッセリアナ(和名:カニハサボテン / 蟹葉仙人掌)（Schlumbergera russelliana (Hook.) Britton et Rose, 1913)

シャコバサボテンと分布域が重なるが自生地の標高が異なり、シャコバサボテンが秋-冬咲きなのに対して、本種は春咲きである。ルッセリアナはギザギザの少ない小判型の茎節が特徴である。遅咲きの園芸品種の遺伝形質は本種に起因している。こちらの方にシャコバサボテンという和名が当てられている場合もある。
- スクルンベルゲラ・×バックレイ(Schlumbergera × buckleyi (T.Moore ) D.R. Hunt, 1969)と1969年に学術命名記載されている。これは、シャコバサボテンとカニハサボテンの自然交雑種で両者の特徴を持つもので、開花期が様々な子に分離する。この親同士の組み合わせを人為的に再現したものを使用して、昭和後期に発展した「クリスマス・カクタス」と慣用的に称される初期の園芸品種群を形成した。

- スクルンベルゲラ・オプンチオイデス（Schlumbergera opuntioides (Loefgr. et Dusén) D.R. Hunt, 1969）

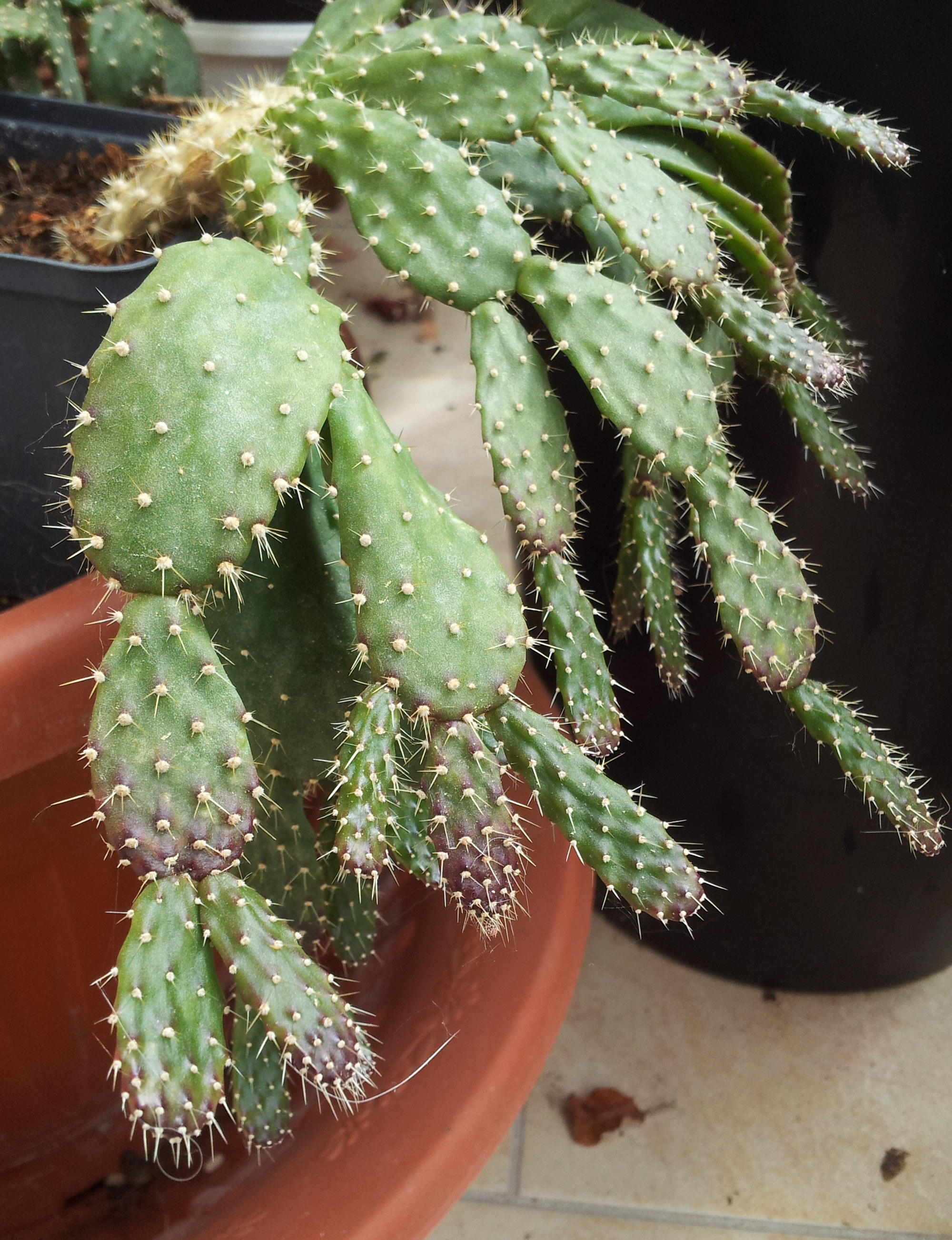
commons

スクルンベルゲラ・オプンチオイデスをシュルンベルゲラ・×バックレイに交配したものは春咲きの傾向が強いが、この雑種群を基に花が12月近辺に開花するものを選抜した一群を商品名として「デンマーク・カクタス」と呼び市場に流通しており、これらの雑種群が現代の園芸界の主流の品種群である。但し、この原種自体は一般には普及していない。
- スクルンベルゲラ・オルッシキアナ（Schlumbergera orssichiana Barthlott et McMillan, 1978）

大型で、四季咲き性があるが、オルッシキアナを「デンマーク・カクタス」に交配されたものも存在し、これらの雑種群は、超早咲き、夏咲き、花の大型化などの形質を受け継ぐ。これらの雑種群は「チバ・シリーズ」と名付けられている。ただ、オルッシキアナを交配に使用すると夏咲き品種すら作出できるが、商品性に薄く一般には普及しなかった。オルッシキアナ自体の観賞価値は高いが、日本の夜間の蒸し暑さに弱い弱点があり、この原種自体は一般には普及していない。

## 保全状況評価
スクルンベルゲラ属自体はワシントン条約附属書II類に掲載されており、取引が規制されている。ただし、「Schlumbergera truncata（スクルンベルゲラ・トルンカタ）の栽培品種」および「スクルンベルゲラ・トルンカタ）の交配種」は除外されており、ワシントン条約の適用を受けない。
IUCNレッドリストにおいて、ブラジルのリオデジャネイロ州に自生する S. russelliana は生育地喪失等の理由から絶滅危惧種（Endangered）、ほぼ同じ地域に分布する S. truncata は違法採取や生育地が都市に近い場所であることによる悪影響から危急種（Vulnerable）と評価されている。